# Palaeamathes erythrostigma
Palaeamathes erythrostigma là một loài bướm đêm trong họ Noctuidae.